# Ernst Landsberg
Pour les articles homonymes, voir Landsberg.
Ernest Landsberg, né le 12 octobre 1860 à Stolberg en province de Rhénanie et mort le 29 septembre 1927 à Bonn, est un juriste et historien du droit allemand.

## Biographie
Ernst Landsberg naît le 12 octobre 1860 à Stolberg. Il est le fils d'Elias Landsberg, directeur général (1869-1888) de la Stolberger Hütte. Son oncle Ludwig Bamberger est l'un des fondateurs de la Deutsche Bank AG. Avant même d'avoir vingt ans, Ernst Landsberg termine ses études de droit. Il est ensuite affecté au tribunal impérial de Colmar en tant que stagiaire, tout en effectuant son service militaire en tant que volontaire d'un an. Après sa libération en tant que caporal le 30 septembre 1881 (normalement, on est libéré à l'âge d'un an avec le grade de sous-officier), il est affecté au tribunal de grande instance royal de Bonn. Pendant cette période, il prépare son habilitation et, à côté de cela, il publie encore un ouvrage issu de la succession du juriste Theodor Muther sur Johannes Urbach. La leçon d'essai du 6 mars 1883  marque la fin de son habilitation. Il est le premier juif à obtenir l'habilitation en droit à Bonn. Il est ensuite privat-docent en droit public. À partir de 1887, Ernst Landsberg est professeur extraordinaire (au début même non rémunéré), à partir de 1899 professeur ordinaire à l'Université de Bonn, plusieurs fois doyen de la faculté de droit et 1914-1915 son recteur. Il termine Geschichte der deutschen Rechtswissenschaft commencée par Roderich von Stintzing (1825-1883), son professeur, et publiée de 1880 à 1910 par la maison d'édition Oldenbourg Verlag à Munich.
Au-delà de son domaine de spécialisation, la culture française - dont il maîtrise parfaitement la langue - attire largement son attention, le tout en accord avec un fort patriotisme allemand. En tant que national-libéral, Landsberg est membre du conseil municipal de Bonn de 1911 à 1918. Dans la République de Weimar, Ernst Landsberg fait partie du Parti démocrate allemand, qui approuve la démocratie naissante.
En 1896, Ernst Landsberg et Anna Silverberg (1878-1938), fille d'Adolf Silverberg (1845-1903) et sœur du grand industriel Paul Silverberg (1876-1959), se marient. De leur mariage naissent Erich Landsberg (tué comme volontaire pendant la Première Guerre mondiale) et le philosophe Paul Ludwig Landsberg (1901-1944), contraint de s'exiler en 1933 en raison de ses origines juives. Anna Landsberg s'effondre sous la terreur de l'antisémitisme national-socialiste - les autorités lui refusent de quitter le pays - et se suicide en 1938.